# Ломо сальтадо
Ломо сальтадо — популярна традиційна перуанська, смажена страва, що є смаженими смужками філейної частини (або іншого яловичого стейка) з цибулею, помідорами, картоплею фрі та іншими інгредієнтами; і зазвичай подається з білим рисом. Ця страва виникла як частина традиції чіфи, китайської кухні Перу, хоча завдяки її популярності вона стала частиною основної культури.

## Страва
Зазвичай страву готують, маринуючи смужки філейної частини в оцті, соєвому соусі та спеціях, і обсмажуючи їх з червоною цибулею, петрушкою, помідорами та, можливо, іншими інгредієнтами. Використання як картоплі (яка походить з Перу), так і рису (походить з Азії) як крохмаль є типовим для культурного змішування, яку представляє ця страва.
У своїй статті 2013 року в Huffington Post UK британсько-перуанський шеф-кухар Мартін Моралес назвав ломо сальтадо «однією з найулюбленіших перуанських страв» і зазначив, що ця страва «демонструє багате поєднання старого та нового світів». Ця соковита суміш яловичини, цибулі, помідорів, пасти аджі Амарілло та соєвого соусу, обсмажених у великій сковороді (або воку), є одним із багатьох внесків китайської імміграції в Перу. Він пояснює: «Ломо Сальтадо іноді називають стравою кріольської кухні, але більш відомою є перуансько-китайська страва, улюблена страва Чіфа. Це його справжнє коріння».
Згідно зі статтею 2011 року, опублікованою в перуанській газеті El Comercio, у книзі «Diccionario de la Gastronomía Peruana Tradicional», виданій у 2009 році Серхіо Сапатою Ача, міститься старий опис ломо сальтадо, в якому не згадується його азійський вплив. Хоча це не заперечує широко визнане китайсько-перуанське коріння страви, автор статті потім розмірковує про можливі зв'язки з подібними стравами, такими як lomo de vaca та lomo a la chorrillana.
Слово saltado відноситься до обсмажування (salteado в інших іспаномовних країнах від французького sautée, що означає «стрибати»), широко визнаної китайської техніки приготування їжі. Таким чином, страви сальтадо широко відомі в Перу як такі, що мають вплив китайської кухні. У тій самій газетній статті 2011 року згадується, що мати китайського кухаря (або слугу) у той час вважалося розкішшю і що через багато років після завершення контрактів багато китайських перуанців відкрили ресторани, які до 1921 року стали відомими під назвою «Чіфа» (Chifa). Перепис населення Ліми в 1613 році показує присутність китайців (та інших азійців) у Перу, головним чином слуг (і рабів). Пізніше велика кількість китайських робітників-іммігрантів прибула між 1849 і 1874 роками, щоб замінити африканських робітників-рабів, у той час як Перу перебував у процесі скасування рабства. Перуанська кулінарна книга 1903 року (Nuevo Manual de Cocina a la Criolla) містила короткий опис ломо сальтадо, що свідчить про асиміляцію китайської кулінарної техніки в перуанській кухні. Кулінарний термін сальтадо є унікальним для Перу і не існував в інших латиноамериканських країнах тієї епохи, а також не використовувався в жодній іспанській кулінарній термінології. Опис страви в цій старій кулінарній книзі дуже короткий і не містить згадки про соєвий соус чи інші типові азійські інгредієнти страви, відомі сьогодні. У ньому також не згадується чорний перець, оцет або перуанський перець чилі. Деякі критики помилково зробили висновок про суто перуанське походження (без іноземного впливу) на основі цієї кулінарної книги, в якій представлені різноманітні регіональні перуанські страви (з Арекіпи, Чоррільос, Мокегуа тощо). Але перелік традиційних перуанських страв кріольської кухні включає багато страв іспанського, італійського, кубинського, гватемальського та чилійського походження. Кулінарна книга 1903 року не є вичерпним переліком старих перуанських страв, доступних у країні, і не суперечить китайсько-перуанському корінню ломо сальтадо. Вона слугує прикладом (з точки зору її редактора) різноманітних страв, які були поширені в Перу тієї епохи, незалежно від їхнього походження.
У відеоінтерв'ю 2014 року для перуанської газети El Comercio відомий перуанський вождь Гастон Акуріо демонструє, як він готує свою версію ломо сальтадо.

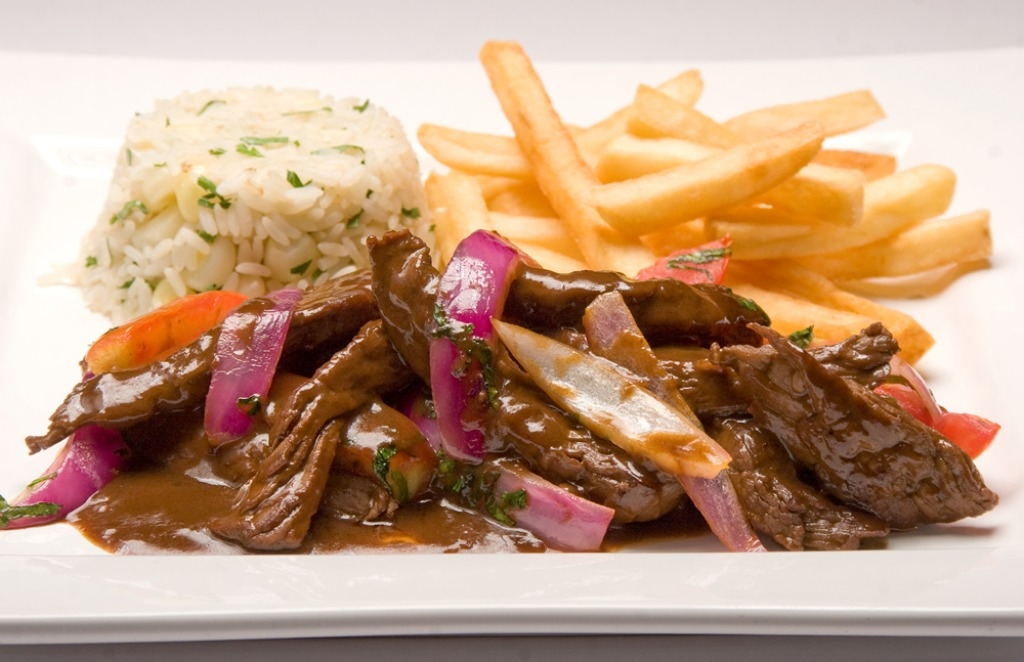
Ломо сальтадо з цибулею, помідорами, картоплею фрі та білим рисом
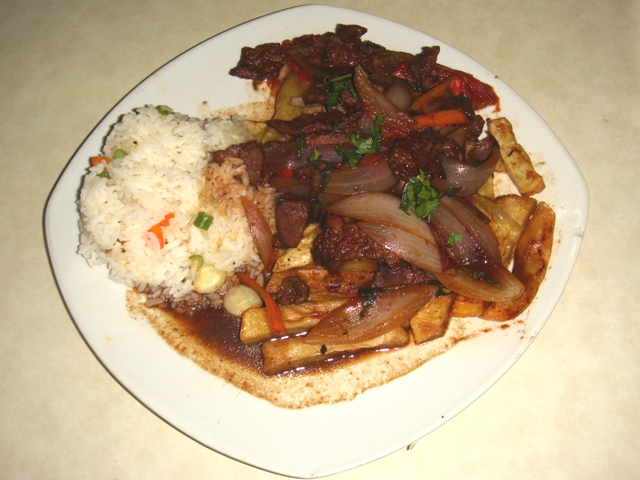
Ломо сальтадо з картоплею фрі
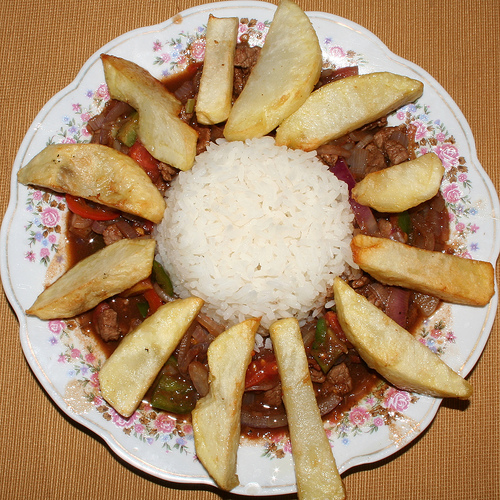
Ломо сальтадо з картоплею фрі зверху